# Dasymallomyia tanyphallus
Dasymallomyia tanyphallus är en tvåvingeart som beskrevs av Alexander 1964. Dasymallomyia tanyphallus ingår i släktet Dasymallomyia och familjen småharkrankar. Inga underarter finns listade i Catalogue of Life.